# Joseph Crowley
Joseph "Joe" Crowley (New York, 16 maart 1962) is een Amerikaans politicus. Hij zetelde van 1999 tot 2019 als Democraat in het Huis van Afgevaardigden. Hij werd in 2018 eerder onverwacht geklopt in de Democratische voorverkiezingen door Alexandria Ocasio-Cortez die vervolgens ook in de verkiezingen hem opvolgde als congreslid.
Crowley zetelde eerst 12 jaar in het lagerhuis van de staat New York, het New York State Assembly, alvorens naar voren geschoven te worden door afgevaardigde Thomas J. Manton als zijn opvolger en in 1998 verkozen te worden voor zijn eerste termijn als afgevaardigde in het congres. Tot 2012 zetelde hij voor het 7e congresdistrict van New York, na de hertekening van 2012 werd dit het 14e congresdistrict van New York.
Crowley verdedigde consequent als afgevaardigde het recht op abortus, streed tegen genitale verminking van vrouwen zowel in de VS als wereldwijd en was een voorvechter voor de Patient Protection and Affordable Care Act.
- Library of Congress Control Number: no2013116908
- Biographical Directory of the United States Congress: C001038
- Virtual International Authority File: 305372979
- WorldCat: E39PBJmDpGhPQyt74CptPRTrbd